# مسجد حاجی‌وییس‌زاده
مسجد حاجی‌وییس‌زاده (ترکی استانبولی: Hacıveyiszade Cami) مسجدی تاریخی در مرکز شهر قونیه است. 